# جنگل بواکو
جنگل بواکو (به پرتغالی: Mata Nacional do Buçaco) یک پارک و میراث فرهنگی در پرتغال است که در Luso واقع شده‌است.